# YBC news every.
『YBC news every.』（ワイビーシー・ニュースエブリィ）は、山形放送で2010年3月29日から放送されている山形県向けの夕方のニュース情報番組である。

## 放送時間
ここでは、『news every.第3部』のNNN枠も含む。
『ピヨ卵ワイド』休止時（主に祝日）には『news every.』月 - 木曜日第2部および金曜日第1・2部の全編をネット受けする。

### 平日
- 2010年3月29日 - 2014年3月27日[注 3]
  - 17:54 - 19:00 → 17:53 - 19:00 → 17:50 - 19:00 → 17:53 - 19:00
    - 【山形のニュース】18:16 - 19:00（2010年3月29日 - 2011年9月30日）→ 18:15 - 19:00（2011年10月3日 - ）
- 2014年3月31日 - 
  - 【月曜 - 木曜】15:50 - 16:50 → 15:50 - 16:45[4]
  - 17:53 - 19:00
    - 【山形のニュース】18:15 - 19:00

### 土曜
- 2010年4月4日 - 
  - 17:30 - 18:00 → 17:00 - 17:30
    - 【山形のニュース】17:18 - 17:26

## 出演者

### 平日
- 小坂憲央（キャスター、月 - 金 2010年4月 - 2011年3月まではYBCスポーツを担当）
- 中川悠（キャスター、月 - 金 2023年4月 - ）[5]
- 陣内倫洋（YBCスポーツ、2011年4月 - ）

#### 過去の出演者
| 期間      | 期間      | 男性     | 女性       | YBCスポーツ |
| --------- | --------- | -------- | ---------- | ----------- |
| 2010.3.29 | 2011.4.1  | 山本浩一 | 青山友紀   | 小坂憲央    |
| 2011.4.4  | 2014.3.28 | 小坂憲央 | 青山友紀   | 陣内倫洋    |
| 2014.3.31 | 2017.3.31 | 小坂憲央 | 川口満里奈 | 陣内倫洋    |
| 2017.4.3  | 2022.3.25 | 小坂憲央 | 大木瞳美   | 陣内倫洋    |
| 2022.3.28 | 2025.3.28 | 小坂憲央 | 山川麻衣子 | 陣内倫洋    |
| 2025.3.31 | 現在      | 小坂憲央 | 中川悠     | 陣内倫洋    |

- 牛島可南子（2020年4月 - 2022年3月まで、フィールドキャスター）[6]
- 山川麻衣子（キャスター、2022年3月28日 -2025年3月28日まで）[7]

### 土曜
- シフト勤務

## 主なコーナー
- 思い出グラフィティ（前番組『Newsリアルタイム』と前々番組『ニュースプラス1』は月曜から木曜までの放送だったが、この番組からは金曜まで延長。毎週金曜のみ、固定放映せず・イレギュラーにて放送。）
- シリーズ・時を越えて（単独番組として第1日曜 10:55 - 11:25にも別に放送）
- 特集（主に自主編成）
- NNN東北・北海道ブロック交換ニュース
- YBCスポーツ（金曜）
- 『ヤン坊マー坊天気予報』（過去、2013年3月29日まで）→YBCお天気情報（現在）なお、ヤン坊マー坊天気予報が終了したため、天気予報のBGMもジブリ映画の「借りぐらしのアリエッティ」の「床下の我が家」が使用されている。
- 『めばえ～山形のひかり～』（YBCと同じ日本テレビ系列の読売テレビが幹事局を務める企画ネット形式の箱番組）「ヤン坊マー坊天気予報」の終了を機に、2013年4月1日から放送開始。火曜 - 金曜の18:55頃に放送。

## タイムテーブル
全国枠含む、18時15分からのローカル枠では2014年4月現在。

### 平日
- 15:50 - 16:45 『news every.第1部』（月曜 - 木曜）[注 5]
- 16:45 - 17:53 ピヨ卵ワイド
- 17:53 - 18:15 『news every.第3部』（NNN枠）
- 18:15 オープニングタイトル・ヘッドライン3本・挨拶・県内ニュース①
- 18:26 提供・（CM①）
- 18:28 県内ニュース②
- 18:30 （CM②）
- 18:32 YBCお天気情報①／特集 又は 時を越えて／YBCスポーツ
- 18:37 （CM③）
- 18:39 県内ニュース③・フラッシュニュース
- 18:44 （CM④）
- 18:46 思い出グラフィティ 又は あすの予定（金曜日は週末の予定）
- 18:49 （CM⑤）
- 18:50 YBCお天気情報②（中川アナ以外のYBC女性アナが日替わりで担当）
- 18:55 月曜、YBC投稿BOX紹介／火曜 - 金曜『めばえ～山形のひかり～』
- 18:57 明日・週末の主な予定／ ニュース振り返り／最終ニュース／挨拶／提供／エンドタイトル

### 土曜
- 17:00:00 - 17:18:30『news every.サタデー』（NNN枠）
- 17:18:30 オープニングタイトル・CM
- 17:19:15 県内ニュース
- 17:26:25 エンディング